# الرافع (أسماء الله الحسنى)

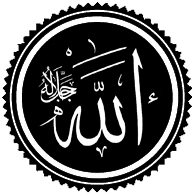

الرافع هو اسم من أسماء الله الحسنى.

## تعريف اسم الله الرافع

### لغة
ر ف ع: رافِع [مفرد]: اسم فاعل ‌من ‌رفَعَ.
والرَّفْعُ: ضِدُّ الوَضْع، رَفَعْته فارْتَفَع فَهُوَ نَقيض الخَفْض فِي كُلِّ شَيْءٍ، رَفَعه يَرْفَعُه رَفْعاً؛ وَيُقَالُ: ارْتَفَعَ الشيءُ ارْتِفاعاً بِنَفْسِهِ إِذا عَلا. وَفِي النَّوَادِرِ: يُقَالُ ارْتَفَعَ الشيءَ بِيَدِهِ ورَفَعَه. قَالَ الأَزهري: الْمَعْرُوفُ فِي كَلَامِ الْعَرَبِ ‌رَفَعْت ‌الشيءَ فَارْتَفَعَ، وَلَمْ أَسمع ارْتَفَعَ وَاقِعًا بِمَعْنَى رَفَع إِلَّا مَا قرأْته فِي نَوَادِرِ الأَعراب.

### اصطلاحاً
```
يقول الخطابي في «
شأن الدعاء
»: الخافض الرافع: وكذلك القول في هذين الاسمين يستحسن أن يوصل أحدهما في الذكر بالآخر، فالخافض: هو الذي يخفض الجبارين ويذل الفراعنة المتكبرين والرافع: هو الذي رفع أولياءه بالطاعة فيعلي مراتبهم وينصرهم على أعدائه ويجعل العاقبة لهم، لا يعلو إلا من رفعه الله، ولا يتضع إلا من وضعه وخفضه
[
3
]
 والرافع: المعلي للأقدار.
[
4
]
```

ويقول الحليمي في «الأسماء والصفات» للبيهقي (1/193): (ولا ينبغي أن يفرد الخافض عن الرافع في الدعاء، فالخافض: هو الواضع من الأقدار والرافع: المعلي للأقدار.
وقال ابن الأثير، مجد الدين أبو السعادات: في أسماء الله تعالى «‌الرافع» هو الذي يرفع المؤمنين بالإسعاد، وأولياءه بالتقريب.
وقال أبو حامد الغزالي: (‌الْخَافِض ‌الرافع): هُوَ الَّذِي يخْفض الْكفَّار بالإشقاء وَيرْفَع الْمُؤمنِينَ بالإسعاد يرفع أولياءه بالتقريب ويخفض أعداءه بالإبعاد وَمن رفع مشاهدته عَن المحسوسات والمتخيلات وإرادته عَن ذميم الشَّهَوَات فقد رَفعه إِلَى أفق الْمَلَائِكَة المقربين وَمن قصر مشاهدته على المحسوسات وهمته على مَا يُشَارك فِيهِ الْبَهَائِم من الشَّهَوَات فقد خفضه إِلَى أَسْفَل السافلين وَلَا يفعل ذَلِك إِلَّا الله تَعَالَى فَهُوَ الْخَافِض الرافع تَنْبِيه.
حَظّ العَبْد من ذَلِك أَن يرفع الْحق ويخفض الْبَاطِل وَذَلِكَ بِأَن ينصر المحق ويزجر الْمُبْطل فيعادي أَعدَاء الله ليخفضهم ويوالي أَوْلِيَاء الله ليرفعهم.
وقال إسماعيل التيمي الأصبهاني: ومن أسمائه: ‌الخافض ‌الرافع: قيل الخافض هو الذي يخفض الجبارين، ويذل الفراعنة، والرافع هو الذي يرفع أولياءه وينصرهم على أعدائهم، ويخفض من يشاء من عباده فيضع قدره ويخمل ذكره، ويرفع من يشاء فيعلي مكانه ويرفع شأنه، لا يعلو إلا من رفعه ولا يتضع إلا من وضعه، وقيل: بخفض القسط ويرفعه.
قال أهل العلم: سبحات وجهه جلال وجهه، ومعنى يخفض القسط ويرفعه، يخفض العدل بتسليطه ذا الجور ويرفع العدل بإظهاره العدل، يخفض القسط بأهل الجور، ويرفع العدل بأئمة العدل وهو في خفضه العدل مرة ورفعه أخرى، يبتلي عباده، لينظر كيف صبرهم على ما يسؤهم وشكرهم على ما يسرهم.

## وروده في القرآن
لم يرد بلفظ الاسم، ولكن ورد الفعل يرفع في قوله تعالى: ﴿وَإِذَا قِيلَ انْشُزُوا فَانْشُزُوا يَرْفَعِ اللَّهُ الَّذِينَ آمَنُوا مِنْكُمْ وَالَّذِينَ أُوتُوا الْعِلْمَ دَرَجَاتٍ وَاللَّهُ بِمَا تَعْمَلُونَ خَبِيرٌ﴾. وجاء بلفظ الماضي كثيراً ومنه قوله تعالى: ﴿اللَّهُ الَّذِي رَفَعَ السَّمَاوَاتِ بِغَيْرِ عَمَدٍ تَرَوْنَهَا﴾، ﴿رَفَعَ سَمْكَهَا فَسَوَّاهَا﴾. وفي شأن عيسى عليه السلام: ﴿بَلْ رَفَعَهُ اللَّهُ إِلَيْهِ وَكَانَ اللَّهُ عَزِيزًا حَكِيمًا﴾. وجاء بلفظ رافعك في قوله تعالى: ﴿إِذْ قَالَ اللَّهُ يَاعِيسَى إِنِّي مُتَوَفِّيكَ وَرَافِعُكَ إِلَيَّ﴾.